# Marina Cattaruzza
Marina Cattaruzza (Trieste, 1950) è una storica italiana, nota soprattutto per i suoi studi su Trieste, la Venezia Giulia e la Shoah.

## Biografia e percorso professionale
Laureatasi a Trieste nel 1974, completò la sua formazione presso le università di  Vienna e di Amburgo. Ha dedicato alcune importanti pubblicazioni alla ricostruzione delle vicende storico-politiche della sua regione di origine, fra cui: Trieste nell'Ottocento. Le trasformazioni di una società civile (1995),  Socialismo adriatico. La Socialdemocrazia di lingua italiana nei territori costieri della monarchia asburgica (1998), L'Italia e il confine orientale, 1866-2006 (2007) e L'Italia e la questione adriatica (2014). Si è occupata anche del dramma delle espulsioni di popolazione in Europa nel saggio Esodi, trasferimenti forzati di popolazione nel Novecento europeo (in collaborazione con Raoul Pupo e Marco Dogo), e dello sterminio degli ebrei nel corso della seconda guerra mondiale curando con Marcello Flores, Simon Levis Sullam ed Enzo Traverso la Storia della Shoah, la crisi dell'Europa, lo sterminio degli Ebrei e la memoria del XX secolo (2005-2006). Legato ai suoi studi sul nazismo è il saggio: Il Processo di Norimberga (2006), scritto con Istvan Deak.
Nel 1999 è stata chiamata come professore ordinario di Storia Contemporanea generale presso l'Università di Berna. Nel 2012 è stata nominata membro corrispondente dell'Accademia Austriaca delle Scienze.
Dal 2015 è professore emerito dell'Università di Berna.

## Pubblicazioni principali
- La storiografia della Shoah, in Storia della Shoah - Dibattiti e riflessioni sulla Shoah, 6° volume, in Corriere della sera inchieste, Milano, UTET e Corsera, 2019,  pp. 87-135, ISSN 2038-0852 (WC · ACNP).
- Marina Cattaruzza con Marcello Flores, Enzo Traverso e Simon Levis Sullam, Storia della Shoah - 10 volumi, Milano, UTET su progetto del Corriere della Sera, 2019.
- La formazione del proletariato urbano. Immigrati, operai di mestiere, donne a Trieste dalla metà del secolo XIX alla Prima guerra mondiale, Torino, Musolini editore, 1979.
- Trieste nell'Ottocento: le trasformazioni di una società civile, Udine, Del Bianco, 1995
- Socialismo adriatico. La socialdemocrazia di lingua italiana nei territori costieri della monarchia asburgica: 1888-1915, Manduria, Piero Laicata Editore, 1998
- Esodiː trasferimenti forzati di popolazione nel Novecento europeo, Napoli, Edizioni scientifiche italiane, 2000 (a cura di Marina Cattaruzza e Raoul Pupo)
- Il processo di Norimberga, Torino, UTET, 2006 (con István Deák)
- Storia della Shoah. La crisi dell'Europa, lo sterminio degli Ebrei e la memoria del XX secolo, 4 volumi, Torino, UTET, 2005-2006 (a cura di Marina Cattaruzza, Marcello Flores, Simon Levis Sullam ed Enzo Traverso)
- Nazionalismi di frontiera: identità contrapposte sull'Adriatico nord-orientale, 1850-1950, Soveria Mannelli, Rubbettino, 2003 (a cura di Marina Cattaruzza)
- L'Italia e il confine orientale, 1866-2006, Bologna, Il Mulino, 2007 (trad. inglese Italy and Its Eastern Border, 1866-2016, Routledge, USA, 2016)
- L'Italia e la questione adriatica, Bologna, Il Mulino, 2014